# Зельцер, Иоганн Моисеевич
Иоганн Моисеевич Зельцер (Зельцерман; 1905, Одесса, Российская империя, ныне Украина — 16 сентября 1941, близ Кронштадта, РСФСР) — советский сценарист, драматург и редактор, журналист, фронтовой корреспондент.

## Биография
Родился 23 сентября 1905 года в Одессе в рабочей семье, вырос на ул. Мельничной, что на Молдаванке. Жил в Ленинграде, на ул. Рубинштейна. Работал с 14 лет курьером, затем на мельнице Анатра, затем на Андрушёвском сахарном заводе и Шепетовском сахарном заводе (до 1924 года). В 1927—1931 годах служил на Балтийском флоте (с весны 1929 года был военным журналистом в редакции газеты «КБФ»).
После демобилизации работал во Всероскомдраме, Госиздате, заместителем редактора журнала «Залп». С 1934 года на творческой работе. Участник советско-финской и Великой Отечественной войн, редактор многотиражной газеты Балтфлота, погиб на потопленном немецкой авиацией линкоре «Марат». Сценарист кинокартин о флоте в Великую Отечественную войну. Похоронен в Кронштадте.

## Награды
- орден Красной звезды (1940)

## Фильмография
- 1935 — Совершеннолетие
- 1936 — Искатели счастья[7] (совместно с Г. Кобецем).
- 1937 — Дочь Родины[8][9]
- 1939 — Моряки (10-е место в прокате 1940 года)
- 1941 — «Один из многих», Боевой киносборник № 2[3]
- 1943 — Подводная лодка Т-9

## Сочинения
- Естественная история. — Л.-М., 1934.
- Эстрадные рассказы. — Л.-М., 1934.
- Моряки. — Горький, 1940.